# Yoyo (Burkina Faso)
Pour les articles homonymes, voir Yoyo.
Yoyo est une commune située dans le département du Yargatenga de la province de Koulpélogo dans la région du Centre-Est au Burkina Faso.